# 보라레필리아
보라레필리아(Vorarephilia)는 성적 집착 내지는 성도착 증세의 하나로, 사람을 먹거나 혹은 다른 사람 등에 의해 자신이 먹혀지는 것이나 이러한 일련의 과정을 지켜보는 것에 성적 흥분을 하는 증상을 일컫는 말이다. 보라레필리아 증세를 가진 사람 대부분은 산 채로 사람이 먹혀지는 것에 대해 흥분을 느끼는 경우가 많다. 그러나, 식인 행위는 현대 사회에서는 이룰 수 없기 때문에 대부분 식인과 관련된 그림이나 책, 영화, 게임, 드라마 등을 통해 대리만족을 느낀다. 일부 사례에서는 마크로필리아의 변종으로 분류되기도 하고, 다른 성도착 증상을 같이 띄기도 한다.

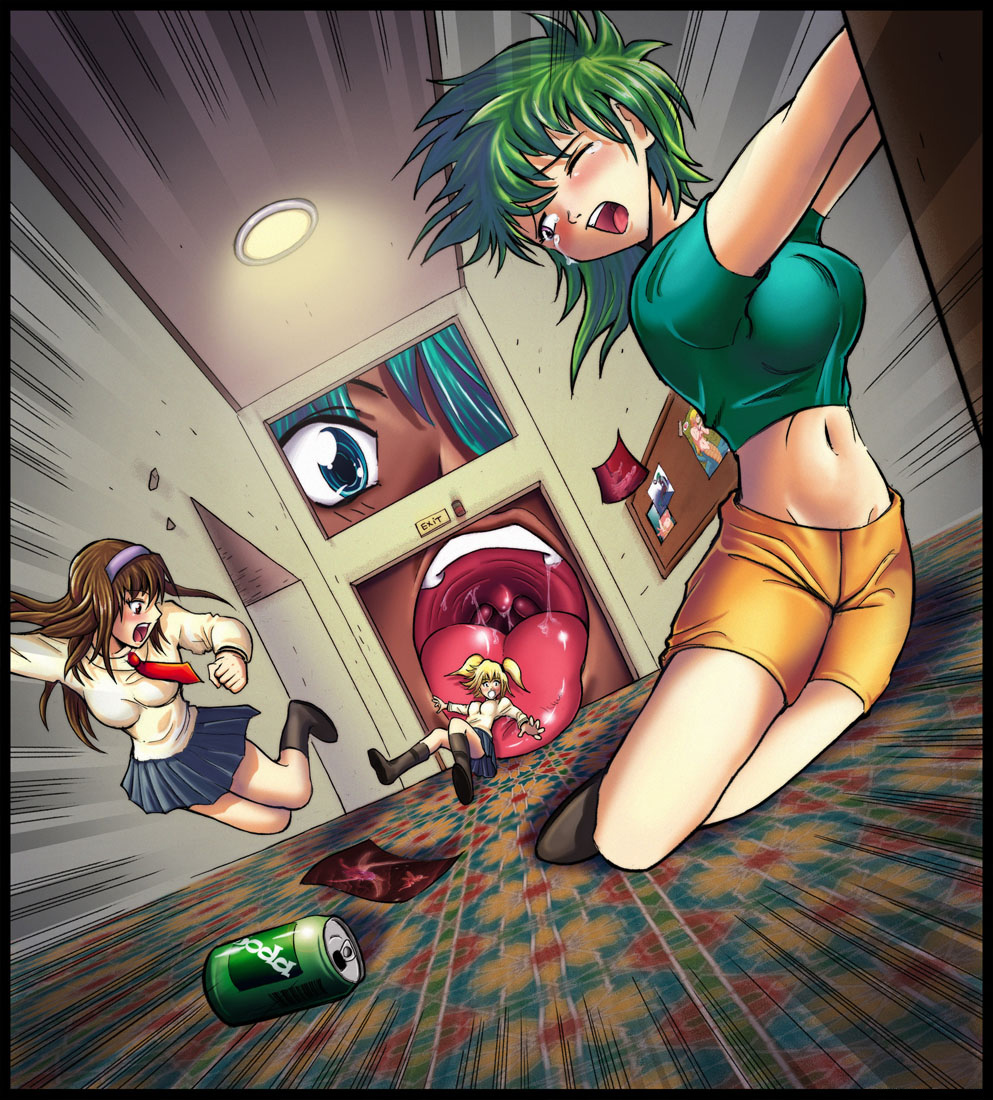
만화에서 "보라레필릭(vorarephilic)"의 예

수인
만화에서 보레어필리아의 예

보라레필리아라는 단어의 어원은 그리스어로 음식을 뜻하는 보라(βορά, vorá)에서 유래한 ‘게걸스럽게 먹다’, ‘삼키다’라는 뜻의 라틴어 보라레(vorare)와 고대 그리스어로 사랑을 뜻하는 필리아(φιλία, philía)의 합성어이다.

## 개요
보어(vore)는 대개 희생자가 피식자에게 통째로 삼켜지는 것이 일반적이지만, 간혹 희생자가 씹히거나 소화되는 잔인하게
묘사한 경우도 있다. 살아있는 희생자가 일반적으로 통째로 삼켜지기 때문에 보어는 성적 식인 풍습과 분리된다. 피식자는 기본적으로 인간이지만 동물, 용, 거대한 뱀 및 기타 생물도 이러한 환상에 자주 나타날 수 있다. 먹힌 후, 피식자의 배속을 확대하는 묘사를 종종 세심하게 묘사된다.
보어는 서양에서 만화, 예술, 비디오 및 비디오 게임을 통해 매우 즐기며 주류 미디어에서 나타날 수 있다. 어떤 경우에는 보라레필리아가 대인성애의 변종으로 설명될 수 있으며, 다른 파라필리아와 결합할 수 있다. 거식증 외에도 보어 판타지는 종종 BDSM, 소인기증, 임신 페티시즘, 의인화된 동물, "언버씽(unbirthing)"(질을 통째로 삼키고 자궁으로 돌아가려는 욕망), 성적 식인 풍습 등의 주제를 가지고 있다. 이 장르는 원래 서양에서 유행하는 장르이기 때문에, 아시아에서 서브컬처가 발달된 일본을 제외한 아시아권 국가들은 상당히 마이너한 장르이다.

## 수인 문화에서
영미권에서는 「Furry」라고 불리는 의인화된 동물(이른바 「케모노」)에 의한 통째로 삼킨 것과 통째로 삼킨 후에 복부가 팽창한 상황이 자주 그려진다. 또, 상반신이 인간이 여성이고 하반신이 뱀이라는 특징을 선호하기 때문인지 나가에 의한 인간의 통째로 삼킴도 그려지는 일이 많다. 특히 전자에서는 포켓몬이나 포니 같은 캐릭터에게 먹히는 경우가 많다.

## 같이 보기
- 발 페티시즘
- 퍼리 팬덤
- 식인
- 성도착 목록